# 国际动态博弈学会
国际动态博弈学会（International Society on Dynamic Games）是一个国际科学学会，旨在推动动态博弈理论的发展、

## 发展历史
1990年8月9日，在芬兰的赫尔辛基理工大学举行的第四届动态博弈与应用的国际研讨会期间，国际动态博弈学会正式成立。学会活动由学会主席领导下的执行委员会协调进行。学会的第一任主席是塔梅尔·巴沙尔（Tamer Başar）教授。以下是历届国际动态博弈学会主席:

### 历届大会主席[2]
| 届次   | 时间      | 学会主席                                                         |
| 第一届 | 1990-1994 | 塔梅尔·巴沙尔 (Tamer Başar)                                      |
| 第二届 | 1994-1998 | 阿兰·奥列 (Alain Haurie)                                         |
| 第三届 | 1998-2002 | 皮埃尔·伯纳德 (Pierre Bernhard)                                  |
| 第四届 | 2002-2006 | 乔治·萨库 （Georges Zaccour）                                    |
| 第五届 | 2006-2008 | 格特·扬·奥斯丹 （Geert Jan Olsder）                              |
| 第六届 | 2008-2012 | 莱昂·彼得罗相 （Leon Petrosyan）                                 |
| 第七届 | 2012-2016 | 米歇尔·布列塔尼 （Michèle Breton）                               |
| 第八届 | 2016-     | 弗拉基米尔·维克托罗维奇·马扎罗夫（Мазалов, Владимир Викторович） |

## 目标
- 推动和促进的动态博弈理论的发展和应用
- 通过学会组织传播最新学术信息
- 负责处理与其他国际学术学会，尤其是关于博弈论，最优化，决策论或者动力系统等方面学术学会的关系.

## 学术期刊
- Annals of the International Society of Dynamic Games[3]

编辑: 塔梅尔·巴沙尔，出版社: Birkhäuser
- Dynamic Games and Applications[4]

主编：乔治·萨库，出版社: Birkhäuser
- International Game Theory Review[5]

主编: 杨荣基 (David W. K. Yeung) ，编辑：斯特芬·约根森 (Steffen Jørgensen), 莱昂·彼得罗相，出版社: World Scientific Publishing Co. Pte. Ltd.

## 艾萨克斯奖
2003年国际动态博弈协会执行委员会设立奖项，旨在奖励对动态博弈的理论和应用做出杰出贡献的学者，并决定自2004年起，每届研讨会将授予两位学者该奖项。该奖项是为了纪念微分对策的创立人艾萨克斯。
历届获奖者
- 何毓琦 (Yo-Chi Ho) 与 乔治·曼恩（英语：George_Leitmann） （2004）
- 尼古拉·克拉索夫斯基（英语：Nikolay_Krasovsky） 与 温德尔·弗莱明（英语：Wendell_Fleming）（2006）
- 皮埃尔·伯纳德 （Pierre Bernhard）与 阿兰·奥列 （2008）
- 塔梅尔·巴沙尔与 格特·扬·奥斯丹（2010）
- 斯特芬·约根森 与 卡尔·西格蒙德 （2012）
- 伊桑·奥尔特曼 (Eitan Altman) 与 莱昂·彼得罗相 （2014）
- 马蒂诺·巴尔迪（Martino Bardi）与罗斯·克雷斯曼（Ross Cressman）（2016）